# حصار (ديلم)
حصار (بالفارسية: حصار) هي قرية تقع في قسم ليراوي الجنوبي الريفي (مقاطعة ديلم) في إيران. يقدر عدد سكانها بـ 806 نسمة بحسب إحصاء 2006م.